# La Voltige
La Voltige és una pel·lícula de curtmetratge mut francès de caràcter documental del 1895 dirigida i produïda per Louis Lumière. Va ser filmada a Lió, Roine, Roine-Alps, França. Donada la seva antiguitat, aquest curtmetratge es pot descarregar gratuïtament des d'Internet.
La pel·lícula va formar part de la primera presentació comercial de la Lumière Cinématographe el 28 de desembre de 1895 al Salon Indien, Grand Café, 14 Boulevard des Capuchins, París.

## Producció
Com amb totes les primeres pel·lícules de Lumière, aquesta pel·lícula es va fer en un format de 35 mm amb una relació d'aspecte d'1,33: 1. Va ser filmada mitjançant el cinematògraf, una càmera tot en un, que també serveix com a projector i desenvolupador de pel·lícules.

## Argument
Tres homes i un cavall es troben en un camp. El primer home de blanc sosté les regnes del cavall, el segon home de negre es queda observant mentre el tercer intenta muntar el cavall. Després de sis intents infructuosos, finalment pot asseure's i està disposat a sortir muntat de costat.